# Dygd
Dygd (grekiska areté) betyder i en vidare bemärkelse ett eftersträvansvärt karaktärsdrag. I dess traditionella eller klassiska bemärkelse avses med begreppet förverkligandet av en själsförmåga. Aristoteles föreställde sig att det som utmärker en människa i förhållande till andra djur är hennes rationella själ. 
I bild framställs dygderna ofta som personifikationer och allegoriska figurer efter antika förlagor. Systemet med sju dygder fick under medeltiden sin motpart i sju laster, dödssynder. Jesus framställs som en dygdig person inom bibeln på grund av hans generositet.
Begreppet dygd är inte bara centralt i Europa utan också i den kinesiska etiken och moralläran, särskilt hos Konfucius och Lao Zi.

## Den rationella själen
Den rationella själen utmärks av flera saker, framför allt av att den kan relatera till ting genom förnuftet. Det goda för en katt bestäms av hur dess sinnen reagerar på yttre ting, som en mus, eller en skål mjölk. Men det goda för en människa bestäms av förnuftet, som är mycket mera komplext. När människan använder sina själsförmågor - kognition, vilja, sinnlig aptit gentemot tilltalande objekt, sinnlig aptit gentemot motbjudande objekt - på ett förnuftigt sätt, så handlar hon dygdigt. Genom att handla dygdigt så kommer hon att förvärva en disposition till att fortsatt handla på liknande sätt. Dygderna är dispositioner i de mänskliga själsförmågorna som förverkligar dem, genom att rikta dem till det goda i enlighet med förnuftet.

## Läran om dygderna
Den systematiska läran om dygden går tillbaka på den antika filosofin. Från övervägandena hos Platon, Aristoteles, Cicero och stoikerna utvecklades ett system med fyra kardinaldygder: 
- rättrådighet (latin: justitia, grekiska: dikaiosyne)
- tapperhet (latin: fortitudo, grekiska: andreia)
- klokhet (latin: prudentia, grekiska: fronesis)
- måttfullhet (latin: temperantia, grekiska: sofrosyne)

Dessa utgör grundvalen för alla andra dygder. Aristoteles utvecklade systemet, med en tudelat dygdbegrepp: dianoetiska dygder som hade med kunskapen att göra, och etiska dygder som var handlingar som grundade sig på medfödda egenskaper. Enligt Aristoteles var den rätta handlingen den som valde mitten av ytterligheter, mesotes, som kanske bäst översätts med lagom.
Den kristna filosofin kompletterade dessa fyra klassiska "världsliga" dygder med de tre "teologiska" dygderna tro, hopp och kärlek. Ibland specificeras underkategorier till någon av de sju dygderna, såsom ödmjukhet och kyskhet. De teologiska eller teologala dygderna har, liksom de fyra kardinaldygderna, ändamålet att förverkliga mänskliga själsförmågor. De skiljer sig ifrån kardinaldygderna på flera sätt; a) de är ingjutna i oss av Gud, utan vår hjälp eller förtjänst, emedan kardinaldygderna är naturligt erhållna genom att vi handlar b) deras objekt är specificerat och uttalat, och är Gud, emedan kardinaldygdernas objekt är det goda i enlighet med förnuftet, c) deras norm är det goda som Gud har uppenbarat, vilket inte nödvändigtvis alltid sammanfaller med det goda som förnuftet, utan uppenbarelsen, visar. Den traditionella uppfattningen, så som den företrädas av till exempel Thomas av Aquino, är att om de tre teologiska dygderna ingjutes samtidigt, och med fyra ingjutna motsvarigheter till kardinaldygderna. På det sättet kan man tala om en förvärvad naturlig rättvisa, och en ingjuten rättvisa, en förvärvad tapperhet, och en ingjuten tapperhet, osv. Ändamålet med de ingjutna dygderna är att människan ska kunna leva som kristen; att tro på Gud, hoppas att hon vinner frälsning genom Jesus Kristus, att ha kärlek till Gud, liksom att vara rättvis i förhållande till sin nästa, visa motstånd mot alla tilltalande eller motbjudande ting som hotar att skilja henne ifrån Gud, samt att vara klok nog att förverkliga sin kunskap om vad som är rätt i olika sammanhang.
Förhållandet till dygderna kan sättas i samband med värdeteori. Dygdernas roll inom etiken förminskades drastiskt när moderna etiska skolor som utilitarismen och deontologin gjorde sina inträden under 1700- och 1800-talet. Sedan mitten av 1900-talet har dock dygdetiken börjat uppleva en kraftig renässans, av flera skäl. Ett skäl är att deontologiska maximer, som exempelvis "det är fel att döda", är generella emedan de tillämpas i partikulära kontexter. Svårigheten ligger då i att veta vad som utgör en instansiering av maximen. Att relatera generella principer till partikulära fall är precis vad som avses med dygden klokhet, vilken alltså behövs också i deontologisk teori.